# Phasia nasalis
Phasia nasalis là một loài ruồi trong họ Tachinidae.